# Zilupe
Zilupe è un comune della Lettonia appartenente alla regione storica della Letgallia di 3.799 abitanti (dati 2009).

## Geografia fisica
Attraversato dal fiume Zilupe, il comune è posto sul confine con la Russia.

## Infrastrutture e trasporti
La stazione ferroviaria è il capolinea della tratta Riga-Zilupe, che è una delle più lunghe linee della Lettonia.
La città è vicino alla strada A12 che dopo la frontiera con la Russia prende il nome di M9. Entrambe fanno parte della strada europea E22.

## Località
Il comune è stato istituito nel 2002 con l'unione di Zilupe con Zaļesje. Con la riforma amministrativa del 2009 ha assorbito le seguenti località:
- Lauderi
- Pasiene